# Лысов, Игорь Владимирович
Игорь Владимирович Лысов (укр. Ігор Володимирович Лисов; род. 14 июля 1958, Хмельницкий) — украинский политик, народный депутат Украины Верховной Рады 6-го созыва, заместитель председателя Комитета по вопросам строительства, градостроительства и жилищно-коммунального хозяйства и региональной политики. Почётный президент строительной компании «Лико-Холдинг», основатель и президент благотворительного фонда «Рідне місто моє».

## Биография
Родился в 1958 году в городе Хмельницком. Окончил Киевский инженерно-строительный институт по специальности «Теплогазоснабжение и вентиляция, квалификация инженер-строитель».
1980—1985 годы — мастер, прораб СМУ «Киевгорсантехмонтаж».
1985—1989 годы — инструктор Московского райкома КПУ г. Киев.
1989—1996 годы — заместитель председателя, 1-й заместитель председателя Московской райгосадминистрации г. Киев.
1996—2003 годы — председатель совета холдинговой компании «Лико-Холдинг».
С 1999 года — возглавляет Федерацию Украины по прыжкам в воду, член Исполкома Национального олимпийского комитета Украины.
С 2001 года — основатель и президент Благотворительного фонда «Родной город мой».
2002—2006 годы — депутат Киевского городского совета.
2003—2006 годы — заместитель председателя Киевской горгосадминистрации — начальник Главного управления коммунальной собственности г. Киева.
2006—2007 годы — народный депутат Верховной Рады Украины 5-го созыва (от Партии регионов, № 97 в списке). Председатель подкомитета по вопросам природопользования Комитета по вопросам экологической политики, природопользования и ликвидации последствий Чернобыльской катастрофы.
2007—2012 годы — народный депутат Верховной Рады Украины 6-го созыва (от Партии регионов, № 156 в списке). Член Комитета по вопросам строительства, градостроительства и жилищно-коммунального хозяйства и региональной политики. Член Специальной контрольной комиссии Верховной Рады Украины по вопросам приватизации.
С 2011 года — вице-президент Конфедерации строителей Украины.
В 2012 году Игорь Лысов получил степень доктора наук по государственному управлению, автор многих научных работ и инновационных разработок.

## Награды и звания
Награждён орденом «За заслуги» I (2019), «За заслуги» II (2011) и III степени (2003). Имеет почетное звание «Заслуженный строитель Украины».

## Личная жизнь
Женат, имеет сына Руслана и двух дочерей Елизавету и Стефанию.

## Ссылка
- Лысов Игорь Владимирович — РБК Украина